# Koji Okamoto
Koji Okamoto (岡本 浩司 Okamoto Koji?), född 9 april 1976 i Hyōgo prefektur, är en japansk före detta fotbollsspelare.
Okamoto började sin karriär 1995 i Vissel Kobe. Han avslutade karriären 1998.